# Aloe montana
Aloe montana é uma espécie de liliopsida do gênero Aloe, pertencente à família Asphodelaceae.